# Dante Petri
Dante Petri (Lucca, 27 febbraio 1919 – ...) è stato un calciatore italiano, di ruolo centrocampista.

## Carriera
Debutta in Serie B con la Palermo-Juventina nel 1942-1943, disputando 7 gare e segnando una rete prima del ritiro dal campionato dei siciliani a causa della guerra.
Nel dopoguerra passa alla Pistoiese, con cui gioca due campionati di Serie B per un totale di 63 presenze; dopo la retrocessione dei toscani avvenuta al termine del campionato 1947-1948, disputa altri tre campionati di Serie C. Chiude la carriera nel 1955 con la Massese.